# Olli Banjo
Olli Banjo, właściwie Oliver Olusegun Otubanjo (ur. 12 stycznia 1977 w Heidelbergu) – niemiecki raper.

## Dyskografia
Albumy:
1. Erste Hilfe (2003)
2. Schizogenie (2005)
3. Lifeshow (2007)
4. Fäuste für ein Halleluja (2009; razem z Jonesmannem)
5. Kopfdisco (2010)

Mixtapy:
1. Sparring (2004)
2. Sparring II (2006)
3. Sparring III (2008)

Single:
1. Rotlicht/Du und mein Penis (2001)
2. Pickel (2002; Feat Roey Marquis II.)
3. Dein Arsch (2003)
4. Deutschland (2003)
5. Superstar (2003; Feat Noisy Stylus)